# Emily Killian
Emily Killian (* 11. Februar 1988 in Nashville, Davidson County, Tennessee) ist eine US-amerikanische Theater- und Filmschauspielerin sowie Musicaldarstellerin.

## Leben
Killian wurde am 11. Februar 1988 in Nashville, der Hauptstadt des US-Bundesstaates Tennessee, geboren. Sie absolvierte ihre Mittel- und High-School-Jahre in Chattanooga, wo sie die Girls Preparatory School besuchte. Sie ist Absolventin des Rollins Colleges in Winter Park. Sie verließ die Einrichtung mit dem Bachelor of Arts mit besonderen Auszeichnungen. Danach machte sie ein Performance-Zertifikat an der American Academy of Dramatic Arts. Anschließend verbrachte sie einige Jahre in der Kunsterziehung, bevor sie nach Kalifornien zog. Unter anderen lernte sie von 2014 bis 2016 am Anthony Meindl's Actor Workshop und von 2017 bis 2019 am Taylor Studio. Seit 2020 ist sie Teil des Ensemble der Upright Citizens Brigade.
2013 debütierte sie als Fernsehschauspielerin in einer Episode der Fernsehdokuserie Mein peinlicher Sex-Unfall. Nach ihrem Debüt wirkte sie im Folgejahr im Musikvideo zum Lied Polaroid Picture des Sängers Dylan Rouda mit. Ihre Breakout-Rolle hatte sie in der Rolle der Megan in The Chosen mit Kian Lawley im Jahr 2015. Nach Episodenrollen in den Fernsehserien Glee sowie Scorpion und zwei Episoden in der Fernsehserie Wet Hot American Summer: First Day of Camp, spielte sie 2016 in sechs Episoden der Fernsehserie Behind the Blinds Aka Filmmaking 101 die Rolle der Lola. Daneben wirkte sie in einer Reihe von Kurzfilmen mit. Ab 2020 folgten Rollen in Low-Budget-Filmen wie Apocalypse of Ice – Die letzte Zuflucht, in dem sie die weibliche Hauptrolle der Jill darstellte und eine Nebenrolle in Meteor Moon. 2021 übernahm sie die weibliche Hauptrolle der Dr. Allison Fischer im Science-Fiction-Film 2021 – War of the Worlds: Invasion from Mars sowie eine Nebenrolle in Planet Dune.
Als Theaterschauspielerin erhielt sie durch ihre Leistungen in Mysterious Skin und Steel Magnolias Nominierungen als beste Schauspielerin. Für ihr Schauspiel im Bühnenstück Cabaret wurde sie als beste Schauspielerin in einem Musical ausgezeichnet.

## Filmografie (Auswahl)
- 2013: Mein peinlicher Sex-Unfall (Sex Sent Me to the ER) (Fernsehdokuserie)
- 2015: Glee (Fernsehserie, Episode 6x02)
- 2015: Scorpion (Fernsehserie, Episode 1x16)
- 2015: Romantic (Kurzfilm)
- 2015: It's a Boy (Kurzfilm)
- 2015: She's Electric (Kurzfilm)
- 2015: Anamnesis: The Memory (Kurzfilm)
- 2015: The Chosen
- 2015: Wet Hot American Summer: First Day of Camp (Fernsehserie, 2 Episoden)
- 2015: Tabloid (Fernsehserie, Episode 2x07)
- 2015: Orizuru 2015 (Kurzfilm)
- 2016: Sex, Lies, and Twitter (Kurzfilm)
- 2016: Behind the Blinds Aka Filmmaking 101 (Fernsehserie, 6 Episoden)
- 2016: Snapped: She Made Me Do It (Fernsehdokuserie, Episode 2x02)
- 2016: Sawmill Rd (Kurzfilm)
- 2017: The Spectator (Kurzfilm)
- 2017: Spoonful (Kurzfilm)
- 2017: Sketch Juice (Fernsehserie, Episode 3x01)
- 2017: Mike Boy
- 2017: Love & Litigation (Kurzfilm)
- 2017: Death Note: A Fan-Made Short Film (Kurzfilm)
- 2017: Loop (Kurzfilm)
- 2017: Bad Blood (Kurzfilm)
- 2018: Frames (Kurzfilm)
- 2019: Jacob's Kiss (Kurzfilm)
- 2019: Fido (Kurzfilm)
- 2020: Monster in Your Head (Kurzfilm)
- 2020: 9 Ways to Hell
- 2020: Apocalypse of Ice – Die letzte Zuflucht (Apocalypse of Ice)
- 2020: Meteor Moon
- 2020: The Thick Blue Line (Fernsehserie, Episode 1x03)
- 2020: The Holdover (Kurzfilm)
- 2021: 2021 – War of the Worlds: Invasion from Mars (Alien Conquest)
- 2021: In Pieces (Kurzfilm)
- 2021: Pom Poms and Payback (Fernsehfilm)
- 2021: Planet Dune
- 2021: The Devil in My Heart

## Theater (Auswahl)
- Peppa Pig's Big Adventure (North American Tour)
- Bob Hope's USO: Hollywood Canteen (Creative Arts Co./Bob Hope's USO)
- Fatima (NoHo Arts Centre)
- Beauty and the Beast (B Street Theatre)
- Alexander and the... Very Bad Day (B Street Theatre)
- Fantasy Festival XXVIII (B Street Theatre)
- Hedda Gabler (Mad Cow Theatre)
- Peter Pan (Frierson Theatre)
- The Crucible (Chattanooga Theatre Centre)
- Mysterious Skin (Orlando Int. Fringe Fest)
- Cabaret (Annie Russel Theatre)
- Steel Magnolias (Chattanooga Theatre Centre)
- Rabbit Hole (Fred Stone Theatre)
- Dog Sees God (Fred Stone Theatre)